# 豆腐屋直次郎の裏の顔
『豆腐屋直次郎の裏の顔』（とうふやなおじろうのうらのかお）は、1990年から1992年にかけてテレビ朝日系列で放映されたテレビドラマである。単発ドラマが3回、連続ドラマが1シリーズ（全10話）製作された。主演は萩原健一。制作はスタッフアズバーズ・朝日放送。

## 概要
昼は冴えない豆腐屋の店主だが、夜には凄腕のプロの強盗に変身する男の活躍をハードボイルドタッチで描くドラマ。
当初は、朝日放送製作の2時間ドラマ枠『火曜ミステリー劇場』の単発ドラマとして第1作を放送。好評を受け、第2作、第3作が製作・放送された。その後、1992年7月から1992年9月まで毎週火曜21:00 - 21:54（JST）に全10回の連続ドラマ版が放映された。1997年には、第1作がビデオソフト化された（発売：エアフィールド）。2021年12月30日4:00からホームドラマチャンネルで第1作、第2作、第3作をまとめて再放送されることが決まった。同局では過去にも『火曜ミステリー劇場』、連続ドラマ版とも繰り返し再放送されている。このほかBS11でも連続ドラマ版を再放送した実績がある。
また、本作は主演の萩原健一の代表作である『傷だらけの天使』のオマージュとなっており、劇中の端々に『傷だらけの天使』を連想させる描写がある（本作のメインライター柏原寛司の脚本家デビュー作が『傷だらけの天使』であり、意識的に行った「裏設定」）。柏原寛司の回想によれば、第2作から佐藤B作が入ったことで「傷天をやった」と語っている。
単発ドラマ版第1作のVHSソフトが発売されたが、長らく映像ソフト化が実現していなかったが、放送から35年が経つ2025年3月28日に、単発ドラマ版と連続ドラマ版が収録した初のソフト化となる「豆腐屋直次郎の裏の顔 コレクターズDVD 〈HDリマスター版〉」が発売された。

## 登場人物
花井直次郎 - 萩原健一
東京都月島の花井豆腐店店主。妻子を愛し、近所の仲間たちを愛する、下町の豆腐職人。しかし、妻子や仲間にも見せていない裏の顔は、かつて加藤直次郎と名乗る凄腕のプロの強盗だったということである。数々の強盗を成功させてきたが、13年前名古屋での強盗で失敗して逮捕され、刑務所に服役する。出所後に足を洗い、月島の豆腐職人の花井家で豆腐の修行を積む。そして店主の娘の真知子と結婚、花井家の婿養子になり、花井直次郎を名乗る。
常山和之 - 佐藤B作（『火曜ミステリー劇場』第2作 - ）
通称ツネ。岩手県出身で裏稼業での直次郎の相棒。第3作では、千葉県横芝にある小川屋豆腐店で同棲しながら働き、連続ドラマ版では、浅草ロック座で働きながら踊り子のマリリンと同棲している。
花井真知子 - 渡辺えり子
直次郎の愛妻。普段は直次郎をダーリンと呼んでいる。
花井和也 - 小川和樹
直次郎の息子。
屋台のオヤジ - 梅津栄
直次郎の仲間。普段はラーメン屋台の店主だが、事が起きるたび、直次郎のために銃器類を調達する。
本郷平八郎 - 上條恒彦（『火曜ミステリー劇場』第3作 - ）
深川南署刑事。13年前、名古屋での強盗事件で直次郎を逮捕した。
草野麻里 - 生稲晃子（連続ドラマ版第1話 - ）
花井豆腐店の隣の花屋でアルバイトをしている娘。直次郎に惚れており、何かとちょっかいを出す。
マリリン - レイチェル・エドワーズ（連続ドラマ版第1話 - ）
浅草ロック座の踊り子。アイルランド人で和之の同姓相手。
直次郎の住む下町の自営業者仲間（マサ（佃煮屋） - 粟津號、ニシ（草加せんべい屋） - 丸岡奨詞、ロク（もんじゃ屋） - 野口貴史、スギ（米屋） - 坂本あきら）

## 放映リスト

### 火曜ミステリー劇場
| 作数  | 放送日        | サブタイトル                                   | 脚本               | 監督     | ゲスト | 備考     |
| ----- | ------------- | ---------------------------------------------- | ------------------ | -------- | --- | -------- |
| 第1作 | 1990年8月21日 | 謎の女が仕掛けたワナ！東北へ逃げろ!!           | 柏原寛司           | 杉村六郎 | 落合幸治（月島東署刑事）：藤岡琢也、杉浦真由美：浅田美代子、河村：寺田農、豆腐屋のお客：石井富子、不動産屋（地上げ屋）：山西道広、酒井（強盗の共犯者）：大村波彦、中島（月島東署刑事）：志賀圭二郎 | 福島ロケ |
| 第2作 | 1991年1月22日 | 帰って来た相棒・港、横浜、美女のワナ           | 柏原寛司           | 小原宏裕 | 星野千香（ツネの同性相手）：可愛かずみ、篠原（斑組幹部）：片桐竜次、石上竜男（刑事）：北見敏之、市川勇、坂田祥一朗                                                                                 | 横浜ロケ |
| 第3作 | 1991年7月2日  | 時効まで一週間・波止場のカジノの金庫をねらえ！ | 田部俊行、柏原寛司 | 小原宏裕 | 藤川瞳（本郷の娘）：藤奈津子、平川（斑組幹部）：飯島大介、深川西署刑事課係長：田山涼成、大和田（深川西署刑事課課長）：有川博、剛州、小川（小川屋豆腐屋店主・ツネの同姓相手）：愛川絢子、花王おさむ |          |

### 連続ドラマ版
| 作数         | 放送日        | サブタイトル                     | 脚本               | 監督     | ゲスト | 備考 |
| ------------ | ------------- | -------------------------------- | ------------------ | -------- | --- | ---- |
| 1            | 1992年7月7日  | ダーリンは強盗がお上手           | 柏原寛司           | 小原宏裕 | 藤沢卓二：沢向要士、鈴木健雄：片桐竜次、渡辺（パチンコ店店員）：椎谷建治、永原：志賀圭二郎、伊藤洋三郎、中村京子 |      |
| 2            | 1992年7月14日 | 美人が隠した二億四千万           | 峯尾基三           | 小原宏裕 | 水野夕子（元ヌードダンサー、ツネの知人）：南條玲子、伊丹譲次（水野の恋人、銀行強盗）：山口仁、小山三郎（ツネとナオの仲間）：西凛太郎、唐沢（銀行強盗）：広田行生、小磯（銀行強盗）：伊藤昌一、桜子（花屋の店長）：千葉裕子、香園寺忍 |      |
| 3            | 1992年7月21日 | 老人ホームを救え！強盗大作戦     | 中岡京平           | 村橋明郎 | 辰巳周五郎（ナオの元師匠）：花沢徳衛、尾崎耕一：大杉漣、霧島ちづる（老人ホームのオーナー）：東恵美子、飯島大介、市川勇、藤田宗久、羽田圭子                                                                                           |      |
| 4            | 1992年7月28日 | ダーリンを待つ人質の美人妻       | 峯尾基三           | 小原宏裕 | 橋爪史朗（宝石店社長）：夏夕介、橋爪雅恵（史朗の妻）：三沢明美、吉浦（吉浦の昔の仲間）渡辺哲 |      |
| 5            | 1992年8月4日  | ダーリンが脅迫写真でピンチ！     | 柏原寛司           | 小原宏裕 | 星野英太：勝俣州和、高田正雄：南条弘二 |      |
| 6            | 1992年8月18日 | 美人弁護士は刑事のガードマンつき | 柏原寛司           | 杉村六郎 | 須貝尚子：竹井みどり、青木：森下哲夫、飯塚（地上げ屋）：青木卓司、星野晃、三上剛史 |      |
| 7            | 1992年8月25日 | ダーリンに隠し子がいた!?         | 山川昌子           | 杉村六郎 | 永井久雄（引っ越し詐欺師、ナオの元仲間）：山内としお、十川君子：銀粉蝶、戸口次郎（斑組組員）：渡辺いっけい、永井哲夫（久雄の息子）：山名友貴、花王おさむ、桜子（花屋の店長）：千葉裕子、志賀実、成瀬富久、須永慶、岸本一人           |      |
| 8            | 1992年9月1日  | 愛人はエリート社員に首ったけ     | 若月ユウ陽         | 小原宏裕 | 真喜志隆（静のヒモ）：中本賢、早乙女静（キャバクラ嬢）：麻生真宮子、古屋四郎：佐渡稔、モロ師岡 |      |
| 9            | 1992年9月8日  | 美人女医がささやく金庫破り       | 柏原寛司、村橋明郎 | 小原宏裕 | 上原友美（医者）：一色彩子、岡安徹（富山の秘書）：安岡力也、大嶽敏彦（不動産屋営業部長）：吉澤健、富山卓蔵（富山財団会長）：田中明男、天田益男、峰三太、大滝明利、森麻衣子                                                           |      |
| 10（最終話） | 1992年9月15日 | サヨナラ直ちゃん、愛してる       | 柏原寛司           | 小原宏裕 | 上原友美（医者）：一色彩子、岡安徹（富山の秘書）：安岡力也、大嶽敏彦（不動産屋営業部長）：吉澤健、富山卓蔵（富山財団会長）：田中明男、天田益男、峰三太、大滝明利、森麻衣子                                                           |      |

## 楽曲
- テーマソング - 「GAMBLER」萩原健一
- 連続ドラマ版ED - 「Angel」萩原健一

劇中では「愚か者よ」なども挿入曲として使用された。

## スタッフ
- 制作 - 山内久司(ABC)
- プロデュース：福永喜夫(ABC)、北端泰啓、山口豪
- 脚本 - 柏原寛司ほか
- 監督 - 小原宏裕、村橋明郎、杉村六郎
- 音楽 - 津島利章
- 選曲 - 山川繁
- 現像・テレシネ - 東映化学
- 技斗 - 二家本辰巳
- スタント&アクション - アーバンアクターズ
- カースタント - カースタントTAKA（『火曜ミステリー劇場』）、チームシャーキー（連続ドラマ版）
- 製作協力 - にっかつ撮影所
- 製作 - ABC、STAFFアズバーズ